# Каньо, Денеш
Денеш Каньо (род. 26 августа 1976 года) — венгерский пловец в ластах.

## Карьера
Занимается подводным спортом с 1985 года. На международных соревнованиях с 1987 года.
Двукратный чемпион мира, трёхкратный призёр чемпионатов мира. Четырёхкратный чемпион Европы, восьмикратный призёр чемпионатов Европы. Двукратный призёр Всемирных игр. Победительница Всемирных игр 2017 года.
Обладатель множества наград чемпионатов Венгрии.
Обладатель действующего рекорда мира на дистанции 400 метров с аквалангом.
Параллельно со спортивной карьерой занимается тренерской работой. Является президентом и главным тренером в своём клубе.